# Dohna
Dohna là một thị xã ở huyện Sächsische Schweiz-Osterzgebirge, bang Saxony, Đức. Đô thị này tọa lạc về phía nam của Heidenau. 
Các khu vực dân cư:
- Borthen
- Bosewitz
- Burgstädtel
- Dohna
- Gamig
- Gorknitz
- Köttewitz
- Krebs
- Meusegast
- Röhrsdorf
- Sürßen
- Tronitz